# ミッキー・コーエン

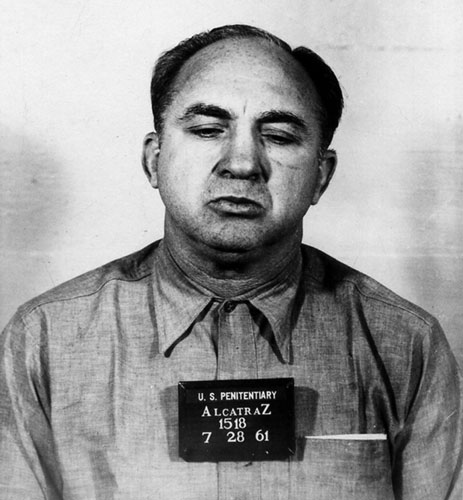
ミッキー・コーエン

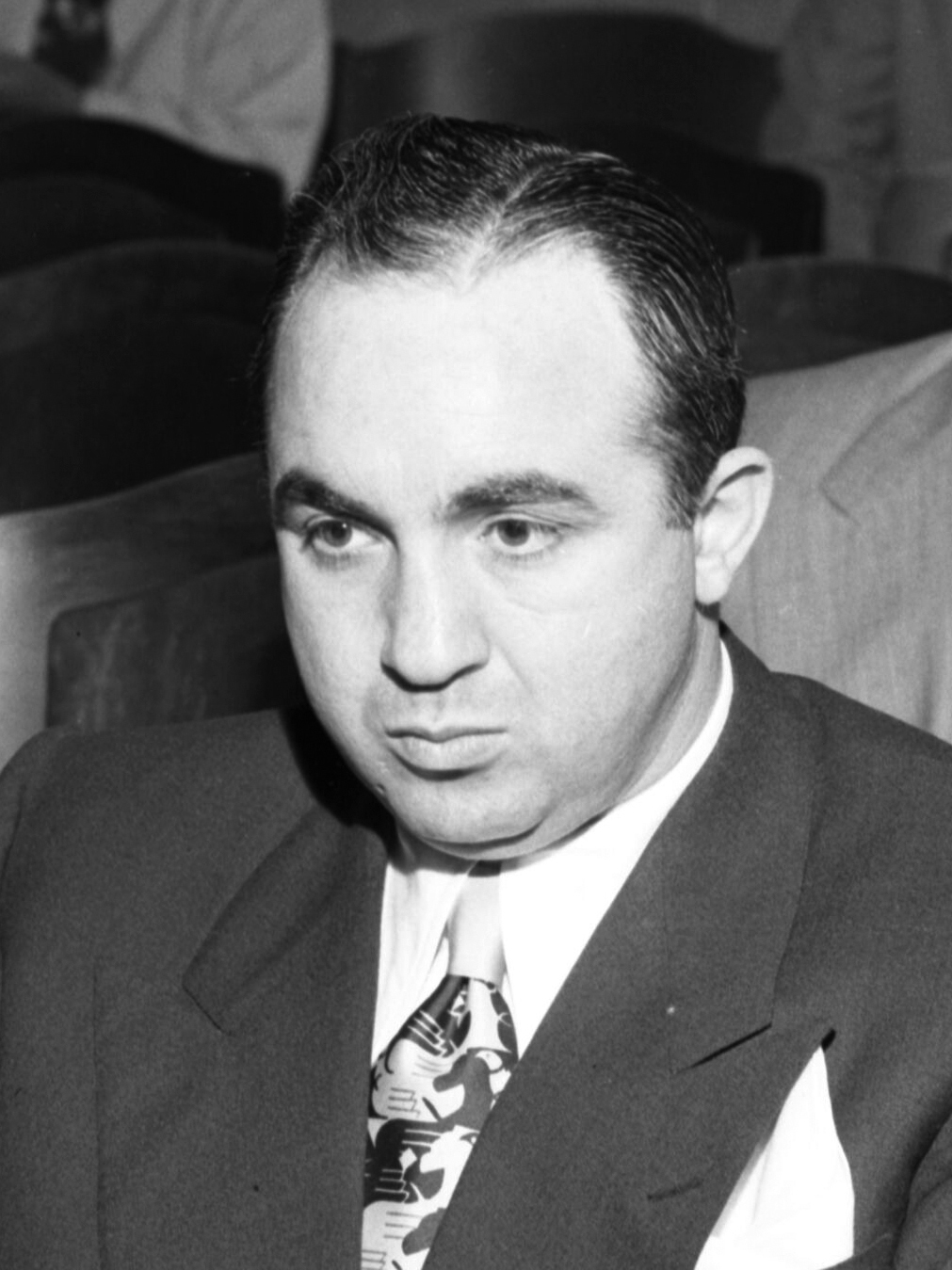
ミッキー・コーエン

ミッキー・コーエン（Mickey Cohen 1913年9月4日 - 1976年7月29日）は1940年代から1950年代にかけてのロサンゼルスのギャング。

## 経歴

### 生い立ち
ニューヨーク市ブルックリンのユダヤ人の家庭に生まれる。本名はマイアー・ハリス・コーエン(Meyer Harris Cohen)。1920年に一家でロサンゼルスに移住。父はドラッグストアを営んでいた。彼はこのことを利用して、兄が経営していた薬局のジン工場からアルコールをくすね、1923年、9歳にして逮捕されたが、兄のコネによって起訴は免れた。

### プロボクサー
10代の時、ボクサーとして懸賞試合に出場し、やがてプロボクサーとして修業するために東海岸へ移住。ニューヨークに到着する前、中西部で世界フェザー級チャンピオンのトミー・ポールに挑んで敗北を喫した。
ニューヨークでは、労働争議ゴロとして悪名高いジョニー・ディオの兄弟にあたるトミー・ディオガーディと交際。オウニー・マドゥンもこの時期の友人である。ケネディ大統領暗殺容疑で逮捕されたリー・ハーヴェイ・オズワルドをダラス警察署の地下で射殺したジャック・ルビーとも友人関係にあった。

### ギャング
やがて彼は犯罪組織シカゴ・アウトフィットの用心棒としてギャングの世界に入った。このころ短期間ではあるがアル・カポネにも会っている。アルのことを「彼は大物だが、人を見下すことはなく、親切だった」と語っている。彼の家で食事に呼ばれたり、アル・カポネのことを慕っていた。しかし、彼の下で働きはじめた直後、コーエンは、トランプ賭博の最中に発生した乱射騒ぎ（数人のギャングが死亡）で逮捕された。
まもなく釈放されると、アル・カポネの弟マッティー・カポネと組んで、トランプ賭博やその他の違法なギャンブルの胴元となった。ジェイク・グージックの子分をしていた頃、ギャンブル相手との口論が原因でシカゴからの逃亡を余儀なくされたこともある。
グージックともいざこざがあった。逃亡先のクリーブランドではマイアー・ランスキーやベンジャミン・シーゲルの仲間であるルー・ロスコフの手下となった。ほとんど仕事がないコーエンのために、ロスコフはシーゲルの用心棒の仕事を世話してやった。

### ロサンゼルスへ
こうしてコーエンはカリフォルニア州に舞い戻った。1947年にシーゲルが殺されたときは、下手人たちが潜んでいる（とコーエンは信じていた）ルーズヴェルト・ホテルに飛び込むと、45口径のセミオートマチック拳銃を二挺とりだしてロビーの天井に向けて乱射し、「10分以内に表へ出て来い。ツラを貸せ」と要求したが、誰も出てくる者はいなかった。警察が現場に到着すると、コーエンはほうほうのていで逃げ出した。
ロサンゼルスの犯罪シンジケートがドラグナ犯罪一家のフランク・カーボに掌握された後も、コーエンはカーボの下で賭場を支配しつづけた。しかしコーエンの暴力的なやり方が州と連邦政府の注意を惹いた。こうしてドラグナ犯罪一家は捜査の対象となった。このころ、コーエンはたびたび命を狙われ、自宅を爆破されたこともある。警戒した彼は要塞のごとく警備厳重な家（投光照明や警報システムから兵器庫まで備えていた）に移った。
このとき用心棒として雇われたのはジョニー・ストンパナートだが、ストンパナートは間もなく情婦ラナ・ターナーの娘シェリル・クレインに殺されてしまった。ストンパナートの葬儀費用はコーエンが負担したものの、コーエンが買ったのは安物の棺だけ。そしてラナ・ターナーがストンパナートに送ったラブレターは、抜け目ないコーエンが新聞社に売ってしまった。

### 逮捕
1950年、コーエンはキーフォーヴァー委員会の調査を受け、脱税の罪で懲役4年の実刑判決を受けた。1961年に再び脱税で有罪となり、刑期の一部をアルカトラズ刑務所で服役した。アルカトラズでは、同房の囚人から鉛管で殺されかけたこともある。1972年にアトランタ連邦刑務所（彼はこの刑務所で受けた虐待を公然と批判した）から出所。1976年に睡眠中死去。

## 登場作品

### 映画・小説
- ジェイムズ・エルロイの小説『ビッグ・ノーウェア』
- 映画『バグジー』 - 脇役として登場する。演じたのはハーヴェイ・カイテル。
- 映画『L.A.コンフィデンシャル』 - コーエンの役をポール・ギルフォイルが演じている。
- 映画『L.A. ギャング ストーリー』-コーエンの役をショーン・ペンが演じている

### ゲーム
- L.A.ノワール - コーエン役はPatrick Fischler。